# 清水行之助
清水 行之助（しみず こうのすけ、1895年1月24日 - 1981年6月22日）は、大正・昭和期に活躍した右翼活動家。福岡県小倉出身。

## 略歴
- 1895年 福岡県の小倉に生まれる[1]。
- 1907年 高等小学校を3年で中退[1]。兄が支配人をしていた、筑豊炭田の売勘場[2]で兄の仕事を手伝う[1]。
- 1914年 上海に渡る[1]。上海で、中国革命運動や日貨排斥運動に直面[1]。青幇の杜月笙の協力を得て、日華相愛会を設立、揚子江における英国船の荷役拒否のストライキを組織するなど、反英工作を行なった[3]。また、当時、上海にいた北一輝に師事し、国家社会主義に傾倒した[3]。
- 1919年 「中国のことよりも、日本の建て直しが必要になった」と判断した北と共に、上海での活動を終息させ、日本に帰国[3]。北や岩田富美夫ともに老壮会に出席[4]。この頃、八代六郎を通じて徳川義親と面識を得る[3]。
- 1920年 北や大川周明、辻嘉六の後援で大化会を設立[3]。
- 1923年 大化会を岩田富美夫に譲る。
- 1924年 山本唯三郎・後藤新平・八代・徳川・大川・北らの支援により大行社を創立し、会長となる[3]。
- 1925年 大川の行地社に参加[3]。安田共済事件で大川と北が対立した後、大川についた[3]。
- 1928年 第16回衆議院議員総選挙に出馬し落選[5]。
- 1929年 大川とともに二十日会を創設[6]。毎月20日に大川、清水と徳川義親、有馬頼寧、近衛文麿、鶴見祐輔らが集まり、時局について懇談した[6]。
- 1930年 第17回衆議院議員総選挙に出馬し落選[5]。
- 1931年3月 三月事件では、大川と清水が、参謀本部の橋本欣五郎中佐から提供を受けた擬砲弾300発を使い、社会民衆党の赤松克麿らとも連携して、東京で騒乱を起こす計画だったが、陸軍首脳部の反対と宇垣一成の変心により、計画は中止された[7]。大川と清水は単独でも計画を実行すると主張したが、徳川に説得されて中止を受け入れた[8]。
  - 清水は計画中止後もしばらく擬砲弾の陸軍への返還を拒否し、同年12月に徳川からの依頼を受けて参謀本部・根本博中佐に擬砲弾を返還した[9]。
- 1932年 大日本相撲協会分裂に関与。大行社は休眠状態に。河本大作と甘粕正彦の満洲での活動を援助した見返りとして満洲の延和金鉱公司の株式を取得し、開発・経営に従事[10]。
- 1945年 徳川義親と共に、日本社会党結成のための資金を提供。
- 1950年 東京都競馬株式会社を設立、大井競馬場を造る。
- 1973年 西パプア独立運動に協力。
- 1979年 天誅会最高顧問。

## 著書
- 清水, 行之助 著、清水行之助回想録刊行会 編『大行‐清水行之助回想録』原書房、1982年。